# Halfway House (Pennsylvanie)
Halfway House est une census-designated place du comté de Montgomery, en Pennsylvanie, aux États-Unis.

## Géographie
Halfway House se trouve au nord-est des États-Unis, dans le sud-est de l'État de Pennsylvanie, au sein du comté de Montgomery, dont le siège de comté est Norristown. Ses coordonnées géographiques sont 40° 16′ 28″ N, 75° 38′ 21″ O.

## Démographie
Au recensement de 2010, sa population était de 2 881 habitants.